# Напад НОВЈ на Грачац јануара 1943.
Напад јединица НОВЈ на Грачац извршен је у ноћи 14/15. јануара 1943. године, а извела га је Шеста личка дивизија. Грачац су браниле четничко-италијанске снаге, а након вишечасовне борбе напад је због јаке кише, која је проузроковала мању поплаву, био обустављен. Најтеже губитке у току напада, претрпела је Друга личка бригада, која је имала 40 мртвих и 64 рањених бораца, међу којима је био и командант батаљона „Огњен Прица” Станко Опсеница, народни херој.

## Увод
Пошто је искрцавање савезника на јадранску обалу деловало све извесније, Врховна команда ЈВуО је планирала да свим својим снагама нападне слободну територију под контролом НОВЈ, са центром у Бихаћу и нанесе јој одлучујући пораз пред коначни обрачун са снагама Силе Осовине, који би уследио након евентуалног искрцавања западних савезника на јадранску обалу. Драгољуб Михаиловић је 1.јануара 1943. наредио велики покрет својих снага ка западним тачкама Југославије, како би се протерали партизани и заузеле позиције пред очекивани ратни расплет. Међутим, план није могао бити у потпуности остварен због проблема са преласком четничких трупа под командом мајора Павла Ђуришића и пуковника Баја Станишића из Црне Горе у Западну Босну, Лику и Далмацију.
Уочивши долазак херцеговачких четника у Грачац, град на прузи Загреб-Сплит у коме су Срби чинили већинско становништво, партизани су ангажовали велике снаге да га освоје.

## Однос снага пред битку
Следећи одреди Динарске четничке дивизије били су распоређени у Грачацу или непосредној околини.
- Грачачка бригада под командом капетана Марка Црљенице. Ово је заправо био пук „Вожд Карађорђе”, премеменован у бригаду, као и остали пукови Динарске четничке дивизије, децембра 1942. године. Бригада је била смештена по околним селима.
- Босанска бригада „Гаврило Принцип”, под командом ваздухопловног мајора Михаила Томашевића. По повлачењу из Босанског Грахова, бригада је стигла у Грачац 7. децембра 1942. године. Имала је три батаљона са укупно 650 бораца. Налазили су се у самом Грачацу — један батаљон у горњем, а два батаљона у доњем делу града.
- Далматинске јединице под, под командом поручника Милана Шућура. Своје три чете, дан уочи напада, Шућур је распоредио на стратешки најважнија места: на коте Букови врх и Градина, затим на излаз из доњег града према железничкој станици и на раскрсницу путева Обровац — Госпић.
- Невестињски корпус, под командом капетана Милорада Поповића, из састава Баћовићевог Експедиционог корпуса, који је дошао у Грачац 19. децембра 1942. године.Један део Поповићевих четника био је у горњем, други у доњем делу града, а трећи — Зубачки батаљон поручника Душана Вучковића у оближњем селу Главица Ђекић.

Командант Динарске четничке дивизије био је војвода Момчило Ђујић, док је командант свих трупа у бици за Грачац био мајор ваздухопловства Михаило Томашевић, а његов помоћник и уједно командант места артиљеријски капетан Миливој Вуксановић.
На страни Народноослободилачке војске Југославије, битком за Грачац командовао је Главни штаб Хрватске. Најелитнија јединица Главног штаба Хрватске била је 6. личка дивизија којом је командовао Срећко Манола. У 6. дивизији најелитнијом јединицом је сматран Ударни батаљон 2. бригаде, од 500 партизана, давно испробаних у борби. Командант Првог корпуса Народноослободилачке војске Хрватске био је Иван Гошњак, који ће касније постати генерал ЈНА. Око 3.800 партизана опколико је Грачац уочи српске Нове године, очекујући неопрезност четника и брзу победу.

## Ток битке

### Напад НОВЈ на град и борбе унутар града
Партизани су у Грачацу имали доушнике, од којих им један 13. јануара увече доноси информацију да је ситуација у граду повољна за почетак операције. Напад НОВЈ је отпочео сат пре поноћи, из четири правца. Прикривши се по мраку и невремену, један партизански батаљон без испаљеног метак заузима коту Букови врх и заробљава једну чету четника из далматинских јединица. Истовремено, друга група партизана заузима Градину, најважнију коту за одбрану града. Такође, у исто време, партизански Ударни батаљон, имитирајући двојну колону четника, из правца железничке станице долази право на главни улаз у Грачац. Партизани су знали лозинку и представили су се као у то време уобичајена смена за неку јединицу из састава Динарске четничке дивизије. Када је колона стигла до прве куће, са сменом страже, бешумно су ликвидирани и ови четници и они на улазу у град. Тако је 500 најбољих, до зуба наоружаних партизана преплавило доњи део града, а да четници још увек нису дали знак за узбуну.
Припуцало се у оном часу када је Ударни батаљон ушао у доњи дао града, са Градине, одакле се повлачио вод далматинских четника. Капетан Миливој Вуксановић је позвао телефоном Буков врх, а одговорили су му партизани, уз претње и псовке. Увидевши да су партизани ушли у град, Вуксановић је дао знак за узбуну.
Делови Ударног батаљона су најпре напали болницу, чија је зграда била највећа у доњем делу града. Поред тридесетак добро наоружаних четника болницу је бранио и пуковник Димитрије Узунчевић, инспектор трупа Динарске четничке дивизије лично. Партизани одмах заузимају приземље и притом гине болничарка Милева Цвјетковић. Болничари, рањеници и четници се повлаче на спрат, организујући одбрану под командом пуковника Узунчевића, који после неколико сати борби гине на степеницама, одакле је пуцао на партизане. Четници стављају запреке на врата и прозоре да не би улетеле бомбе и пружају жесток отпор све до јутра, кад наносе тешке губитке Ударном батаљону који се повлачи неколико стотина метара од болнице.
У међувремену, четници под командом Милорада Поповића, предузели су опкољавање Ударног батаљона, након што су пружили жесток отпор из кућа у граду.
Кључна борба за исход битке одиграла се на Градини. Схвативши њен значај, командант 1. батаљона Бригаде Гаврило Принцип Михаило Томашевић шаље два вода да је поврате по сваку цену. Војници крећу уз стрмини, по олуји и мрклом мраку у јуриш потискујући партизане на северне и западне падине Градине, према селу Азаповићи. Отуда су стално нападали Градину али су четници и током те ноћи и током наредна два дана одржали свој положај. Још једна важна борба одиграла се у селу Главица Ђекић, које је бранио Зубачки батаљон, под командом поручника Душана Вучковића, који је погинуо током ове битке. После неколико сати борбе, олуја и невреме поплавили су село па партизанска резерва није могла да се укључи у борбу.
У свом извештају, од 15. јануара, капетан Иван Гошњак, командант Првог корпуса Народноослободилачке војске Хрватске обавештава Главни штаб Хрватске да циљеви нису испуњени и да су партизанске снаге приморане да прекину операцију.

### Четничка противофанзива
Повлачење партизанских снага почело је 15. јануара, односећи мртве и рањене у околна села. Тога дана нападали су још само у правцу Главице Ђекића, док је опкољени Ударни батаљон и даље одбијао да се преда. Пре зоре 16. јануара један четнички батаљон напада партизане са севера у Азаповићима. Четници испуњавају задатак и потискују партизанске резерве из села Љубовића. Око 8 сати ујутру Ударни батаљон био је потпуно опкољен и нападнут са свих страна. Обруч око партизанских снага у граду се стезао, које покушавају да се пробију на Градину, али не успевају. Читав Ударни батаљон је уништен у граду, док се само двадесетак војника предало четницима.
Одмах потом, потучени су партизани иза Главице Ђекића чиме је битка завршена. У бици за Грачац уништена је најбоља јединица Главног штаба Хрватске, а партизани су се повукли према Бихаћу.
Након битке, командант Динарске четиничке дивизије, четнички војвода Момчило Ђујић јавља генералу Дражи Михаиловићу да је током битке уништена главнина партизанских снага у Лици и Далмацији. Ипак, након почетног успеха, четници нису могли да нанесу одлучујући ударац партизанима због почетка операције Вајс, која је била усмерена против партизана од стране Сила Осовине.